# Gonospira striaticostus
Gonospira striaticostus é uma espécie de gastrópode  da família Streptaxidae.
É endémica de Maurícia.